# Blas Cantó
Blas Cantó Moreno (Ricote, Región de Murcia; 26 de octubre de 1991) es un cantante español, conocido por ser exintegrante del grupo Auryn y ser el ganador de la quinta edición del concurso de televisión español Tu cara me suena. Fue elegido por selección interna como representante de España en el Festival de Eurovisión, que se habría celebrado entre el 12, el 14 y el 16 de mayo de 2020 en la ciudad neerlandesa de Róterdam con la canción «Universo». Este se canceló a causa de la pandemia de COVID-19, pero participó en el Festival de Eurovisión 2021 con la canción «Voy a quedarme».

## Biografía
Aunque Blas Cantó nació en la localidad murciana de Ricote, se afincó muchos años en Molina de Segura desde pequeño.
En el año 2000, con tan solo ocho años, ganó el programa de TVE Veo, veo, quedando en el primer puesto de la Región de Murcia. Dos años después, en 2002, volvió a concursar en Veo, veo, y ganó el primer puesto de la final regional, primer premio de la final nacional y quedó en tercer lugar representando a España. También participó en el año 2003.
Posteriormente, en el año 2004, se presentó al programa de Televisión Española, presentado por Carlos Lozano, Eurojunior, llegando a la gran final. En este programa compitió con María Isabel López, Mirela, Lydia Fairén, Rocío Cabrera, entre otros.
En 2009, fue integrante del grupo Auryn, formado por otros 4 integrantes, Daniel Fernández, David Lafuente, Álvaro Gango y Carlos Marco. Ganaron varios premios, entre ellos el premio LOS40 Music Awards y el MTV Europe Music Awards. Desde 2009 a 2016 llegaron a sacar hasta 4 álbumes con los títulos: "Endless Road 7058", "Anti-héroes", "Circus Avenue" y "Ghost Town". Además, compartieron canciones con artistas como Anastacia, Vanesa Martín, Merche, Soraya Arnelas o Sweet California.
En 2016, tras su paso por Auryn, Blas comenzó una nueva etapa en el programa televisivo Tu cara me suena de Antena 3. Tras 15 galas, el 17 de febrero de 2017, Cantó pasó a ser finalista de la temporada en la primera semifinal con la puntuación máxima del jurado y del público, y posteriormente ganador.
El 22 de febrero de 2017, a través de su cuenta de Twitter anunció la fecha de lanzamiento de su primer sencillo, «In your bed», para el 3 de marzo de 2017. El mismo día del estreno de «In your bed», ganó la quinta edición de Tu cara me suena.
El 25 de agosto de 2017, lanzó un nuevo sencillo llamado «Drunk and Irresponsible». A comienzos del 2018, lanzó «Él no soy yo», una canción compuesta por el cantautor vitoriano Leroy Sánchez, sencillo con el que consiguió su mayor éxito, llegando a tener disco de oro y de platino, con más de 51 millones de reproducciones en el videoclip oficial en YouTube.
El 14 de septiembre de 2018, Blas Cantó publicó su álbum Complicado que en tan solo una semana de su estreno alcanzó a ser #1 en los discos más vendidos de España.
El 5 de octubre de 2019, se anunció en el Telediario de La 1 de TVE que Blas Cantó sería el representante de España en el Festival de la Canción de Eurovisión 2020, que se celebraría en los Países Bajos, en la ciudad de Róterdam, con la canción «Universo», publicada el 30 de enero de 2020. El videoclip de esta canción fue rodado en Tenerife y Lanzarote. Debido a la cancelación de la edición 2020 por la pandemia de COVID-19, TVE confirmó su participación para 2021. Su padre falleció el 14 de mayo de 2020 a los 49 años de edad, dos días antes de la fecha en la que se habría celebrado el Festival.
El 29 de mayo de 2020, visitó el programa La resistencia de Movistar, en el que contó algunas anécdotas, como que algunos integrantes de Auryn le deben dinero y que uno de ellos le agredió en los inicios del grupo. Blas también contó a la audiencia que acababa de comprarse una vivienda en Rivas (Madrid) y se mudaría pronto.
El 4 de junio de 2020 actuó en la undécima edición del talent show Operación Triunfo como invitado para cantar con la concursante NIA «Hoy tengo ganas de ti» de Alejandro Fernández y Christina Aguilera, puesto que Nia ya estaba dentro de la final. Al año siguiente sacaron juntos la canción «Cúrame».
El 20 de febrero de 2021, Blas Cantó participó en Destino Eurovisión, un programa en La 1 para permitir que la audiencia votara entre dos canciones, «Memoria» o «Voy a quedarme», para decidir cuál representaría a España en Eurovisión 2021, celebrado en Róterdam. Finalmente, con un 58% de los votos, la canción seleccionada fue «Voy a quedarme».
El 22 de mayo de 2021, tras su actuación en el Rotterdam Ahoy de Róterdam como representante de España en la 65.ª edición del Festival de la Canción de Eurovisión, recibió un total de 6 puntos, 4 por parte del jurado de Bulgaria, 2 por parte del jurado de Reino Unido y 0 puntos del televoto, quedando finalmente en el puesto 24º.
El 29 de julio de 2021, Cantó lanzó un nuevo sencillo llamado «Americana», en colaboración con el grupo estadounidense Echosmith.
En 2022 empieza a lanzar sencillos que formarán parte de su segundo álbum, "El Príncipe": «El bueno acaba mal» el día 16 de junio de 2022, «Marte» el día 14 de octubre de 2022 y «A fuego» el día 17 de febrero de 2023.

## Trayectoria televisiva
Blas Cantó participó en Tu cara me suena, ganando el concurso. Estos fueron sus resultados:
| Canción                                                       | Gala         | Jurado                                         | Jurado                                         | Jurado                                         | Jurado                                         | Jurado                                         | Público                                        | Punt. final                                    |
| Canción                                                       | Gala         | CL                                             | LF                                             | C                                              | ÀL                                             | Total                                          | Público                                        | Punt. final                                    |
| Como yo te amo, de Raphael.                                   | 1            | 8                                              | 7                                              | 10                                             | 10                                             | 35 (9)                                         | 10                                             | 19                                             |
| Greased Lightning , de John Travolta (Grease).                | 2            | 10                                             | 10                                             | 10                                             | 10                                             | 40 (10)                                        | 10                                             | 20                                             |
| Can't Stop the Feeling!, de Justin Timberlake.                | 3            | 12                                             | 12                                             | 11                                             | 11                                             | 46 (12)                                        | 12                                             | 24                                             |
| Sola, de Diana Navarro (Training VIP).                        | 4            | 12                                             | 12                                             | 12                                             | 12                                             | 48 (12)                                        | 12                                             | 24                                             |
| Stay With Me, de Sam Smith.                                   | 5            | 9                                              | 10                                             | 10                                             | 6                                              | 35 (10)                                        | 10                                             | 20                                             |
| Livin' la vida loca, de Ricky Martin.                         | 6            | 9                                              | 10                                             | 10                                             | 9                                              | 38 (10)                                        | 12                                             | 22                                             |
| Qué voy a hacer con mi amor, de Alejandro Fernández.          | 7            | 11                                             | 9                                              | 11                                             | 10                                             | 41 (10)                                        | 11                                             | 21                                             |
| Believe, de Cher.                                             | 8            | 12                                             | 11                                             | 10                                             | 12                                             | 45 (12)                                        | 12                                             | 24                                             |
| Feeling Good, de Michael Bublé.                               | 9            | 10                                             | 11                                             | 9                                              | 11                                             | 41 (11)                                        | 11                                             | 22                                             |
| S.O.S, de Falete (Training VIP).                              | 10           | 12                                             | 12                                             | 12                                             | 12                                             | 48 (12)                                        | 12                                             | 24                                             |
| La Bohème, de Charles Aznavour.                               | 11           | 9                                              | 11                                             | 11                                             | 12                                             | 43 (11)                                        | 11                                             | 22                                             |
| Purple Rain, de Prince y Beyoncé (Trae un amigo) con Roko.    | 12           | 11                                             | 8                                              | 11                                             | 6                                              | 36 (9)                                         | 11                                             | 20                                             |
| Ave María de Andrea Bocelli.                                  | 13           | 7                                              | 6                                              | 7                                              | 5                                              | 25 (5)                                         | 12                                             | 17                                             |
| Somebody to Love de Freddie Mercury (Queen).                  | 14           | 11                                             | 11                                             | 12                                             | 12                                             | 46 (11)                                        | 12                                             | 23                                             |
| Libre, de Nino Bravo.                                         | 15           | 10                                             | 10                                             | 10                                             | 9                                              | 39 (10)                                        | 9                                              | 19                                             |
| Left Outside Alone, de Anastacia.                             | 1ª semifinal | 12                                             | 12                                             | 12                                             | 12                                             | 48 (12)                                        | 12                                             | 24                                             |
| Quisiera yo saber, de Melendi (Exento).                       | 2ª semifinal | Exento al pasar a la final en la 1ª semifinal. | Exento al pasar a la final en la 1ª semifinal. | Exento al pasar a la final en la 1ª semifinal. | Exento al pasar a la final en la 1ª semifinal. | Exento al pasar a la final en la 1ª semifinal. | Exento al pasar a la final en la 1ª semifinal. | Exento al pasar a la final en la 1ª semifinal. |
| ¿Y cómo es él?, de José Luis Perales, versión de Marc Anthony | Final        | Ganador de la quinta edición.                  | Ganador de la quinta edición.                  | Ganador de la quinta edición.                  | Ganador de la quinta edición.                  | Ganador de la quinta edición.                  | Ganador de la quinta edición.                  | Ganador de la quinta edición.                  |

  CL   Carlos Latre   LF   Lolita Flores   C   Chenoa   AL   Àngel Llàcer
     Puntuación      Puntuación máxima
En 2019 salió como invitado en el programa Gente Maravillosa de Castilla-La Mancha Media.
En 2023, se confirma que Cantó será uno de los concursantes de Bake Off: Famosos al horno, a estrenar en 2024 y donde coincidirá con rostros famosos tales como Alba Carrillo, Yolanda Ramos o Pablo Puyol entre otros.

### Programas de televisión
| Año       | Título                     | Cadena   | Notas                   |
| --------- | -------------------------- | -------- | ----------------------- |
| 2016-2017 | Tu cara me suena           | Antena 3 | Concursante - Ganador   |
| 2017      | El hormiguero              | Antena 3 | Invitado                |
| 2024      | Bake Off: Famosos al horno | La 1     | Concursante - Finalista |
| 2025      | Zapeando                   | La Sexta | Colaborador             |

## Discografía

### Álbum
| Año  | Álbum                   |
| ---- | ----------------------- |
| 2018 | Complicado              |
| 2019 | Complicados (reedición) |
| 2023 | El Príncipe             |

### Singles

#### Principales
| Año  | Título                            | Colaboración | Promusicae (ES) | Certificación | Álbum                   |
| ---- | --------------------------------- | ------------ | --------------- | ------------- | ----------------------- |
| 2017 | «In Your Bed»                     |              | 57              |               | Complicado              |
| 2017 | «Drunk and Irresponsible»         |              |                 |               | Complicado              |
| 2018 | «Él no soy yo»                    |              | 35              | 1x Platino    | Complicado              |
| 2018 | «No volveré (a seguir tus pasos)» |              | 7               |               | Complicado              |
| 2019 | «Si te vas»                       |              | 9               |               | Complicados (reedición) |
| 2020 | «Universo»                        |              | 5               |               |                         |
| 2021 | «Voy a quedarme»                  |              |                 |               |                         |
| 2021 | «Americana»                       | Echosmith    |                 |               |                         |
| 2022 | «El bueno acaba mal»              |              |                 |               | El Príncipe             |
| 2023 | «A fuego»                         |              |                 |               | El Príncipe             |

#### Promocionales
| Año  | Título    | Promusicae (ES) | Certificación | Álbum |
| ---- | --------- | --------------- | ------------- | ----- |
| 2021 | «Memoria» |                 |               |       |
| 2022 | «Marte»   |                 |               | TBA   |

#### Colaboraciones
| Año  | Título                        | Colaboración   | Promusicae (ES) | Certificación | Álbum                        |
| ---- | ----------------------------- | -------------- | --------------- | ------------- | ---------------------------- |
| 2017 | «Even Angels»                 | Carlos Marco   |                 |               | Chalk Dreams                 |
| 2019 | «Hang-ups»                    | Scott Helman   |                 |               |                              |
| 2019 | «Tantos Bailes»               | Marta Soto     |                 |               | Míranos                      |
| 2019 | «Haz de luz»                  | Rayden (MC)    |                 |               | Sinónimo (Edición Extendida) |
| 2019 | «Humanidad en paro»           | Sofía Ellar    |                 |               |                              |
| 2020 | «Mi luz»                      | Pastora Soler  |                 |               | Sentir                       |
| 2020 | «I Dare You (Te Reto A Amar)» | Kelly Clarkson |                 |               | I Dare You                   |
| 2021 | «Cúrame»                      | NIA            |                 |               | Cuídate                      |
| 2022 | «La stessa lingua»            | Emma Muscat    |                 |               |                              |